# 一色義喬
一色 義喬（いっしき よしたか）は、安土桃山時代から江戸時代の武士。
子孫が提出した由緒書及び足利家菩提寺である鑁阿寺（現在の栃木県足利市）文書で、室町幕府最後の将軍である足利義昭の子と伝承される人物である。

## 経歴
義昭近臣の一色藤長に近江国東坂本で養育され、一色姓を称したといわれる。後陽成天皇と面識があったらしく、和歌一首をもらったという。
大坂の陣があるのを聞きつけ、慶長19年10月1日（1614年11月2日）に家来の日置権之丞及び白杉隼人を通して、江戸幕府に都合47人、総人数534人の『家来連判帳』を提出して徳川軍に参加しようとした。幕府側の安藤治右衛門から鑓二筋をもらったものの、出陣前に大坂城が落城して参加できなかった。その後、徳川家康が京都西岡領にて3万石与えようと持ちかけるが、武功がないどころか参戦に間に合わないで3万石もらうのは恐れ多いとして辞退し、坂本に帰ったという。ちなみに鑁阿寺の文書にも『家来連判帳』についての記述がある。

## 子孫
息子の義房（筑後）は家康の法会に参加し、香奠を献上したという。孫の坂本義邵（学兵衛）は坂本姓に改姓し、元禄年間に松平正容に仕えて会津藩士となる。子孫からは会津藩の城使や用人を輩出した。寛政3年（1791年）には子孫の坂本義辰（学兵衛）が松平定信に、自身が義喬の子孫であるとする覚書を提出した。

## 出自について
公式にも確認されている義昭の子、足利義尋があっさり織田信長の人質に出された上に、その後も義昭が信長に抵抗することを止めなかったためか、一説には近江国に匿われた義喬の方が嫡男ではなかったのかともいわれる。しかし現在のところ、同じく義昭の子と称し嫁の実家にあたる薩摩藩士の姓に改姓した永山義在（休兵衛）同様に、義昭の子であるという出自を証明する決定的な証拠は出ていない。
なお、『足利市史 上巻』所収の坂本氏系図では、義尋や義在が記載されていない一方、『鹿児島県史料 旧記雑録拾遺 伊地知季安著作史料集三』の『永山氏系図』で義尋の子とされる実相院義尊や円満院常尊が、義喬の弟で義昭の子と表記されている。義尊や常尊を義昭の子と記述する系図は奥野高広いわく『系図纂要』にも見られるとしている。ただし、『永山氏系図』では義尋は僧侶でありながら子供を儲けた罪で寺を追い出されたとされ、それが原因で不埒者の義尋が『坂本氏系図』より削除されていることから、同系図で義尊や常尊、義喬が義昭の子のように記述されてしまった可能性がある。これを勘案すると、実は義昭の孫、義尋の私生児の可能性もあるが、客観的な史料はない。